# Val Ridanna
Le val Ridanna (en allemand : Ridnauntal) est une vallée située dans la province de Bolzano, au Trentin-Haut-Adige. Elle s'étend de Vipiteno à Masseria et comprend la localité de Racines.
À l'ouest se trouve Schneeberg, une mine de haute altitude qui a été fondée au Moyen Âge.
C'est un site utilisé pour des compétitions internationales de biathlon, comme les Championnats d'Europe 2018.

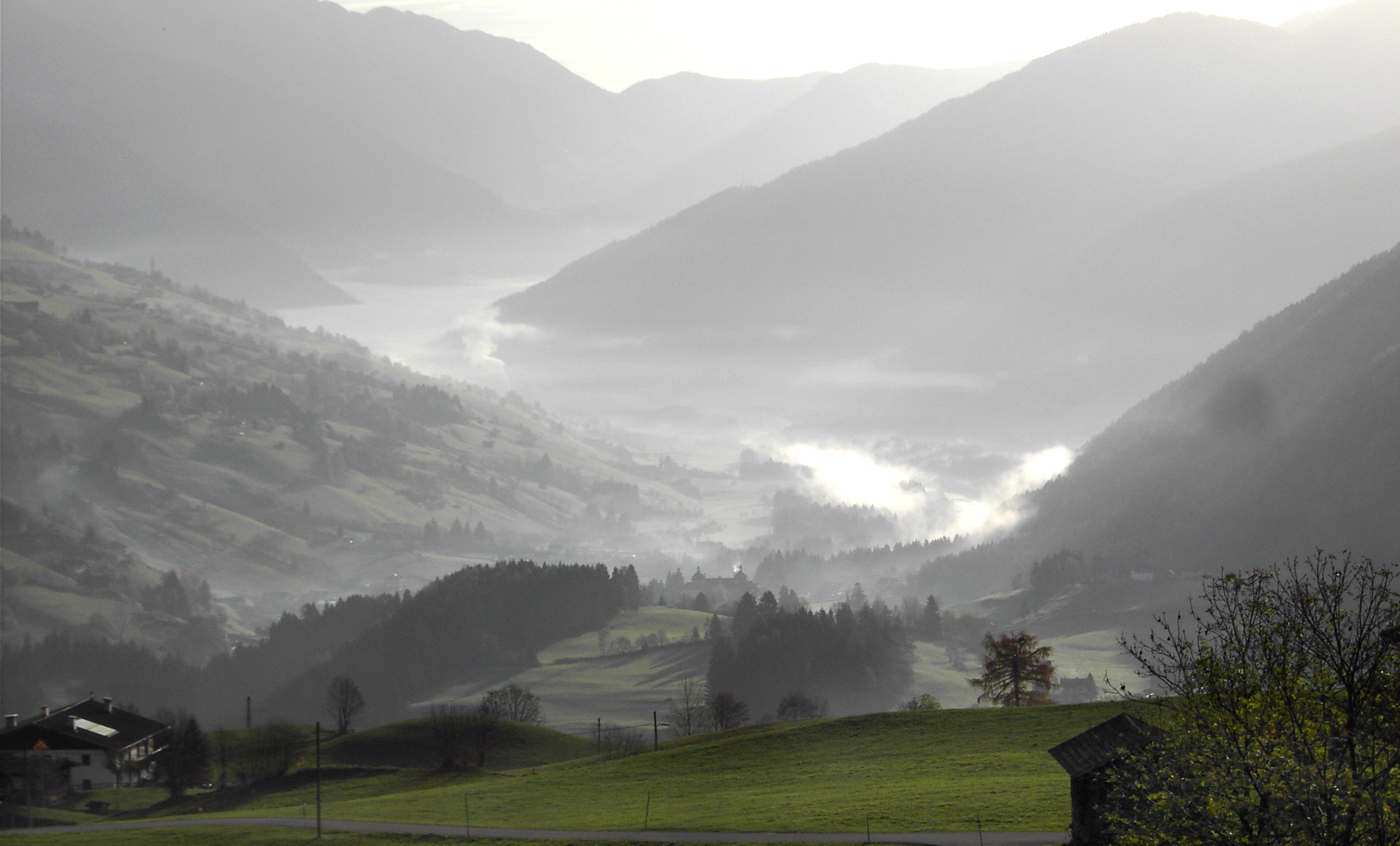
Vue de la vallée dans la brume.